# Коломієць Олексій Федотович
Олексі́й Федо́тович Коломі́єць (19 березня 1919 , Харківці, Лохвицький повіт, Полтавська губернія, Українська СРР  — 23 листопада 1994 , Київ ) — український письменник та драматург.

## Життєпис
Народився 17 березня 1919 р. в с. Харківці Лохвицького району на Полтавщині. Він був шостою, найменшою дитиною в родині селянина-бідняка, в якій рано не стало батька. Після закінчення семирічки Коломієць в 1935—1938 pp. навчається на робітфаку при Харківському інституті радянської торгівлі, а потім на історичному факультеті Харківського університету. Зі студентської лави пішов на фронт. Після демобілізації кілька років віддав комсомольській роботі; був лектором ЦК ЛКСМУ, секретарем Чернівецького обкому комсомолу, в 1950—1953 pp. працював відповідальним редактором газети «Молодь України», потім у журналі «Зміна». Тоді ж починає друкувати перші нариси й оповідання, що склали збірку новел «Біла криниця» (1960). 1961 року написав політичний памфлет «Двадцята година. Репортаж з того світу».
Як драматург Коломієць не мав учнівського періоду і досить пізно увійшов у літературу: комедію «Фараони» написав 1960 р., у сорок років. Та вже ця перша спроба принесла йому широке визнання: вперше зіграна в Московському театрі ім. М. В. Гоголя, п'єса в 1962 p. ставилася вже в 71 театрі країни. У 1978 p. в Київському театрі ім. І. Франка відбулася її п'ятисота вистава.
В наступні десятиліття слідує низка драматичних творів:
- 1961 р. — драматичний памфлет «Дванадцята година».
- 1963 р. — психологічна драма «Чебрець пахне сонцем» (інша назва «Де ж твоє сонце?»).
- 1964 р. — п'єса «Прошу слова сьогодні».
- 1965 р.; 1969 р. — драматична дилогія «Планета Сподівань».
- 1967 р. — «Спасибі тобі, моє кохання».
- 1969 р. — «Келих вина для адвоката».
- 1970 р. — п'єса проблемно-психологічного характеру — дилогія «Горлиця».
- 1971 р.. — п'єса «Перший гріх». Лірична драма «Спасибі тобі, моє кохання» і дилогія «Горлиця» у 1970p. були відзначені республіканською премією ім. М. Островського.
- 1974 р. — п'єса «Одіссея в сім днів».
- 1973 р. — «Голубі олені» — «повість про кохання», яка на фоні численних батальних творів прозвучала винятково ніжною ліричною нотою і в 1977 році була удостоєна Державної премії Української РСР ім. Т. Г. Шевченка.
- 1975 р. — «Кравцов».
- 1977 р. — «Срібна павутина».
- 1978 р. — драма «Дикий Ангел», постановка якої у Київському театрі ім. І. Франка відзначена Державною премією СРСР (1980). Ця п'єса має підзаголовок — «Повість по сім'ю». Головний персонаж — Платон Микитович Ангел.
- 1980 р. — психологічна драма «Санітарний день».
- 1982 р. — психологічна драма «Убий лева».
- 1985 р. — психологічна драма «Злива».
- 1986 р. — психологічна драма «Двоє дивляться кіно».
- 1989 р. — психологічна драма «Святі грішниці».
- 1994 р. — «Завтра — Помпея» (незакінчена).

Хоча в творчості О. Коломійця переважають п'єси про актуальні, сучасні авторові проблеми, є у нього й дві драми на теми минулого: «За дев'ятим порогом» («Запорізька Січ», 1972) та «Камінь Русина» («Град князя Кия», 1982), написана спеціально до святкування 1500-ліття Києва.
Помер О. Коломієць 23 листопада 1994 року. Похований у рідному селі Харківці.

## Вшанування пам'яті
- На будинку по вулиці Хрещатик, 21 у Києві, же жив Олексій Коломієць, 2009 року встановлено меморіальну дошку (скульптор Олексій Чепелик)

## Громадська діяльність
Був одним з фундаторів Українського фонду культури
Ініціатор спорудження Кургану скорботи — пам'ятника жертвам голодомору 1933 р. на горі Зажурі поблизу Лубен на Полтавщині